# 7 حلقات
7 حلقات (بالإنجليزية: 7 Rings)؛ هي أغنية سجلت من طرف المغنية الأمريكية أريانا غراندي من ألبوبها الخامس ثانك يو، نيكست (بالإنجليزية: Thank U, Next) الذي أصدر في 2019. هذه الأغنية من كتابة أريانا غراندي، تايلور باركس وغيرهم. وتم أصدار هذه الأغنية في 18 من يناير 2019 بواسطة "تسجيلات ريبيبليك". بجانب الأغنية تم تصوير فيديو كليب من إخراج "هانا لوكس دافيس، ولاقت الأغنية في خلال ست ساعات من نشر فيديوها المصوّر 1.6 مليون مشاهدة.

## وصلات أخرى
أغنية مصورة

  "7 حلقات" على يوتيوب